# Giro dell'Emilia 1913
Il Giro dell'Emilia 1913, quinta edizione della corsa, si svolse il 13 ottobre 1913 su un percorso di 292 km. La vittoria fu appannaggio dell'italiano Alfonso Calzolari, che completò il percorso in 10h19'14", il quale precedette i connazionali Ezio Corlaita e Carlo Durando.
I corridori che partirono da Bologna furono 24 mentre coloro che tagliarono il medesimo traguardo furono 13.

## Ordine d'arrivo
| Pos. | Corridore          | Squadra              | Tempo     |
| ---- | ------------------ | -------------------- | --------- |
| 1    | Alfonso Calzolari  | Stucchi              | 10h19'14" |
| 2    | Ezio Corlaita      | Stucchi              | s.t.      |
| 3    | Carlo Durando      | Peugeot-Wolber       | s.t.      |
| 4    | Alfredo Sivocci    | -                    | s.t.      |
| 5    | Camillo Bertarelli | Ganna                | s.t.      |
| 6    | Giovanni Gerbi     | Gerbi                | a 8'06"   |
| 7    | Emanuele Garda     | Peugeot-Wolber       | s.t.      |
| 8    | Angelo Gremo       | Peugeot-Wolber       | a 13'56"  |
| 9    | Clemente Canepari  | Legnano              | a 15'44"  |
| 10   | Lauro Bordin       | Maino                | a 19'49"  |
| 11   | Marcel Godivier    | Liberator-Hutchinson | s.t.      |
| 12   | Cesare Zini        | -                    | s.t.      |
| 13   | Angelo Erba        | Ganna                | s.t.      |